# 本丸 (名古屋市)
本丸（ほんまる）は、愛知県名古屋市中区にある地名。丁番を持たない単独町名である。当地域は住宅が存在していないために人口はゼロである（2019年（平成31年）2月1日現在）。住居表示実施。

## 地理
名古屋市中区北端部に位置する。東は二の丸、西は西区樋の口町、南は三の丸一丁目、北は西区堀端町に接する。全域が名古屋城の敷地となっている。

## 歴史

### 地名の由来
名古屋城の本丸が所在する地域であることに由来する。

### 沿革
- 1968年（昭和43年）4月1日 - 住居表示の実施に伴い、中区南外堀町6丁目の一部により、同区本丸として成立[1]。

## 学区
市立小・中学校に通う場合、学校等は以下の通りとなる。また、公立高等学校に通う場合の学区は以下の通りとなる。
| 丁目 | 番・番地等 | 小学校                 | 中学校                 | 高等学校 |
| ---- | ---------- | ---------------------- | ---------------------- | -------- |
| 本丸 | 全域       | 名古屋市立丸の内小学校 | 名古屋市立丸の内中学校 | 尾張学区 |

## 施設
前述の通り、町域のすべてが名古屋城の敷地の中である。

## その他

### 日本郵便
- 郵便番号 : 460-0031[WEB 3]（集配局：名古屋中郵便局[WEB 9]）。

### WEB
1. ↑  “愛知県名古屋市中区の町丁・字一覧”.   人口統計ラボ. 2017年10月7日閲覧。
2. 1 2  “町・丁目(大字)別、年齢(10歳階級)別公簿人口(全市・区別)”.   名古屋市 (2019年2月20日). 2019年2月20日閲覧。
3. 1 2  “郵便番号”.  日本郵便. 2019年2月10日閲覧。
4. ↑  “市外局番の一覧”.   総務省. 2019年1月6日閲覧。
5. ↑  “住所コード検索”. 自動車登録関係コード検索システム.  国土交通省. 2018年10月29日閲覧。
6. ↑  名古屋市役所市民経済局地域振興部住民課町名表示係 (2015年10月21日). “中区の町名一覧”.   名古屋市. 2017年10月7日閲覧。
7. ↑  “市立小・中学校の通学区域一覧”.   名古屋市 (2018年11月10日). 2019年1月14日閲覧。
8. ↑  “平成29年度以降の愛知県公立高等学校（全日制課程）入学者選抜における通学区域並びに群及びグループ分け案について”.   愛知県教育委員会 (2015年2月16日). 2019年1月14日閲覧。
9. ↑  郵便番号簿 平成29年度版 - 日本郵便. 2019年02月26日閲覧 (PDF)

### 文献
1. 1 2  福岡清彦 1976, p. 7.
2. ↑  「角川日本地名大辞典」編纂委員会 1989, p. 1481.